# Кузьменко, Валерий Николаевич

Валерий Николаевич Кузьменко (23 августа 1985, Ленинград — 22 декабря 2011, Омск) — российский актёр театра и кино.

## Биография
Родился 23 августа 1985 года в Ленинграде.
В 2004 году закончил Омский областной колледж культуры и искусства, в том же году стал актёром Омского театра для детей и молодежи (Омский ТЮЗ). Снялся в нескольких кинокартинах.
Во время премьерного показа спектакля «Новогодний поросёнок» 22 декабря 2011 года Валерий Кузьменко отыграл половину спектакля и ему неожиданно стало плохо. По другим источникам плохо актёру стало на сцене. Приехавшая скорая помощь констатировала смерть от сердечного приступа на 27-м году жизни. Похоронен в Омске на кладбище Осташково.

## Работы в театре
- «Летняя поездка к морю» — Борис Жбанков
- «Вор» — сеньор де Приторе и простой горожанин
- «Финист Ясный сокол» — волк-оборотень Кастрюк
- «Снежная королева» — Кай, Скелет, снежная курица
- «Три мушкетера или Подвески королевы»
- «Мещанин во дворянстве»
- «Самоубийца»
- «Женитьба»
- «Принцесса Пирлипат»
- «Али-Баба и сорок разбойников»
- «Маугли»
- «Страна Андерсена»
- «Все мыши любят сыр»
- «Африканское путешествие доктора Айболита»
- «Сказки почтальонов и разбойников»
- «Пиковый валет»
- «Чума на оба ваши дома»
- «Две стрелы»
- «Летняя поездка к морю»
- «Новогодний поросёнок»

## Фильмография
- 2010 — Три дня войны — эпизод
- 2011 — Споры (Россия, США)